# Newmarket (Canada)
Newmarket is een plaats ("town") in het zuidoosten van de Canadese provincie Ontario, ongeveer 60 km ten noorden van het centrum van Toronto.

## Geschiedenis
Het gebied waar nu Newmarket ligt, vormde door de aanwezigheid van de East Holland River een deel van een belangrijke verbindingsroute tussen het Ontariomeer en het noordelijker gelegen Simcoemeer. Dit werd nog versterkt door de in 1795 begonnen aanleg van Yonge Street.
Vanwege het geweld van de Amerikaanse Onafhankelijkheidsoorlog wilden vele Quakers naar het noorden verhuizen en in juni 1800 kwam ene Timothy Rogers, een Quaker uit Vermont, het gebied in ogenschouw nemen om de mogelijkheden te bekijken. In 1801 vestigden Rogers en diverse Quaker-gezinnen uit Vermont en Pennsylvania zich er permanent. Ene Joseph Hill bouwde een molen, waaromheen de nederzetting "Upper Yonge Street" ontstond. Vanwege een markt die gehouden werd op de plaats waar nu het centrum ligt, werd de nederzetting later Newmarket genoemd. Newmarket speelde een belangrijke rol gedurende de Opstanden van 1837.
In 1857 telde het dorp ongeveer 700 inwoners. In juni 1853 stopte de eerste trein in Newmarket. In 1880, toen er 2.000 mensen woonden, werd Newmarket officieel een "town".

## Geboren
- John Candy (31 oktober 1950-1994), acteur
- Jim Carrey (17 januari 1962), acteur
- Marcel de Jong (15 oktober 1986), voetballer
- Megan Oldham (12 mei 2001), freestyleskiester